# Manuel López Araujo
Manuel López Araujo (Vigo, 23 d'octubre de 1759 – Madrid, 19 de maig de 1824) va ser un hisendista i polític espanyol.

## Biografia
Va estudiar lleis a la Universitat de Santiago de Compostel·la i a la Universitat de Salamanca. Va començar la seva carrera administrativa com a comptador general de rendes i comissari de guerra. El 1803 era oficial novè d'Hisenda i el 1814 fou nomenat director general de Loteries i conseller d'Hisenda. Entre el 10 de desembre de 1815 i el 27 de gener de 1817 la Secretaria d'Estat i del despatx d'Hisenda. Va rebre la gran creu de l'Orde de Carles III.